# Heterosquilla polydactyla
Heterosquilla polydactyla is een bidsprinkhaankreeftensoort uit de familie van de Tetrasquillidae. De wetenschappelijke naam van de soort is voor het eerst geldig gepubliceerd in 1881 door von Martens.